# Уразбахты (Караидельский район)
Уразбахты (баш. Ураҙбахты) — деревня в Караидельском районе Республики Башкортостан Российской Федерации. Входит в состав Караидельского сельсовета.

## География
Деревня находится на правом берегу реки Уфа.

### Географическое положение
Расстояние до:
- районного центра (Караидель): 15 км,
- центра сельсовета (Караидель): 15 км,
- ближайшей ж/д станции (Щучье Озеро): 115 км.

## Население
| 2002 | 2009 | 2010 |
| ---- | ---- | ---- |
| 101  | ↘95  | ↗101 |

### Национальный состав
Согласно переписи 2002 года, преобладающая национальность — башкиры (97 %).